# Pierre III de Gruyère
Pour les articles homonymes, voir Pierre III et Pierre de Gruyère.
Pierre III de Gruyère, né en 1279 et mort le 26 octobre ou le 2 décembre 1342, est un comte de Gruyère, issu de la famille de Gruyère

## Biographie
Petit-fils de Pierre II de Gruyère et d'Ambrosie, il est le fils puiné de Pierre dit « le Jeune » et de Guillemette de Grandson. Portant en premier lieu le titre de seigneur de Gruyères il seconde son grand-père dans l'administration de ses domaines. 
Peu de temps après avoir ceint la couronne comtale, laissant de ce fait les seigneuries de Montsalvens et du Vanel à ses neveux, il fonde avec son épouse la Chartreuse de la Part-Dieu en 1307. Il augmente les possessions de sa maison en acquérant les Ormonts, dépendant de l'abbaye de Saint-Maurice, les châteaux de Laubeck et de Mannenberg, appartenant à la famille de Straetlingen originaire de Thoune, et la « porterie » (droit à percevoir pour le passage des ponts et des portes) de la châtellenie de Gruyères. Il devient avoyer de Fribourg en 1330.
Sous son règne l'activité économique du comté va s'élargir ; il se livre à une politique d'affranchissements, développe la confection de toiles et d'étoffes de laine. L'élevage prend une grande importance avec l'exportation de bétail grâce notamment à la foire de Gruyères que le comte pu maintenir malgré l'importance de celle de Bulle appartenant à l'évêque de Lausanne. Il favorise également le regroupement des éleveurs en vue de mettre en commun leur laitage pour la fabrication de fromages.
Pierre III meurt le 26 octobre ou le 2 décembre 1342. Selon Albert de Montet, il est décédé au mois de novembre.
Son corps est inhumé à la chartreuse de la Part-Dieu.

## Mariage et succession
Pierre épouse Catherine (? - 1367), fille de Rodolphe de Weissenbourg et d'Anastase, de qui il n'eut pas d'enfants. Il institue donc son neveu Pierre IV, seigneur du Vanel, comme son héritier. Le testament, rédigé le 19 juillet 1328, précisait que dans le cas où ce dernier décédait sans enfants alors le comté devait revenir à son autre neveu Johannod (Jean Ier), seigneur de Montsalvens. En dernier recours, dans le cas où la lignée s'éteindrait avec Johannod, il était convenu que le comté serait confié à Jean d'Englisberg, fils de sa sœur Agnès.